# Markus Gröger
Markus Gröger (* 30. Mai 1991 in Berlin) ist ein deutscher Fußballspieler.

## Karriere
Gröger wurde beim FSV Frankfurt ausgebildet. Im Jahr 2010 kam er zu seinen ersten Einsätzen für die 2. Mannschaft in der Regionalliga Süd. Er entwickelte sich zu einem wichtigen Bestandteil des Teams, wechselte 2012 aber zum Stadtrivalen Eintracht Frankfurt. Dort spielte er ebenfalls zunächst für die 2. Mannschaft in der Regionalliga Südwest. In der Saison 2013/14 wurde der damals 22-jährige Gröger zum Kapitän ernannt. Er absolvierte insgesamt 58 Spiele für die Eintracht und erzielte dabei ein Tor.
2014 machte Gröger seinen nächsten Karriereschritt. Nach starken Leistungen in Frankfurt wurde der Drittligist Hansa Rostock auf ihn aufmerksam. Gröger unterschrieb beim Klub an der Ostsee einen Zweijahresvertrag bis zum 30. Juni 2016. Sein Profidebüt gab er am 23. August 2014, als er im Spiel beim SSV Jahn Regensburg (4:4) von Trainer Peter Vollmann in der 80. Minute für Robin Krauße eingewechselt wurde. Zur Saison 2016/17 wechselte er zum hessischen Verein SC Borussia Fulda, der zwei Jahre später zur SG Barockstadt Fulda-Lehnerz fusionierte.